# Exton (Devon)
Exton – wieś w Anglii, w Devon. Leży 8,8 km od miasta Exeter, 59,9 km od miasta Plymouth i 252,8 km od Londynu. W 2015 miejscowość liczyła 1605 mieszkańców.